# Kaszubski Park Krajobrazowy

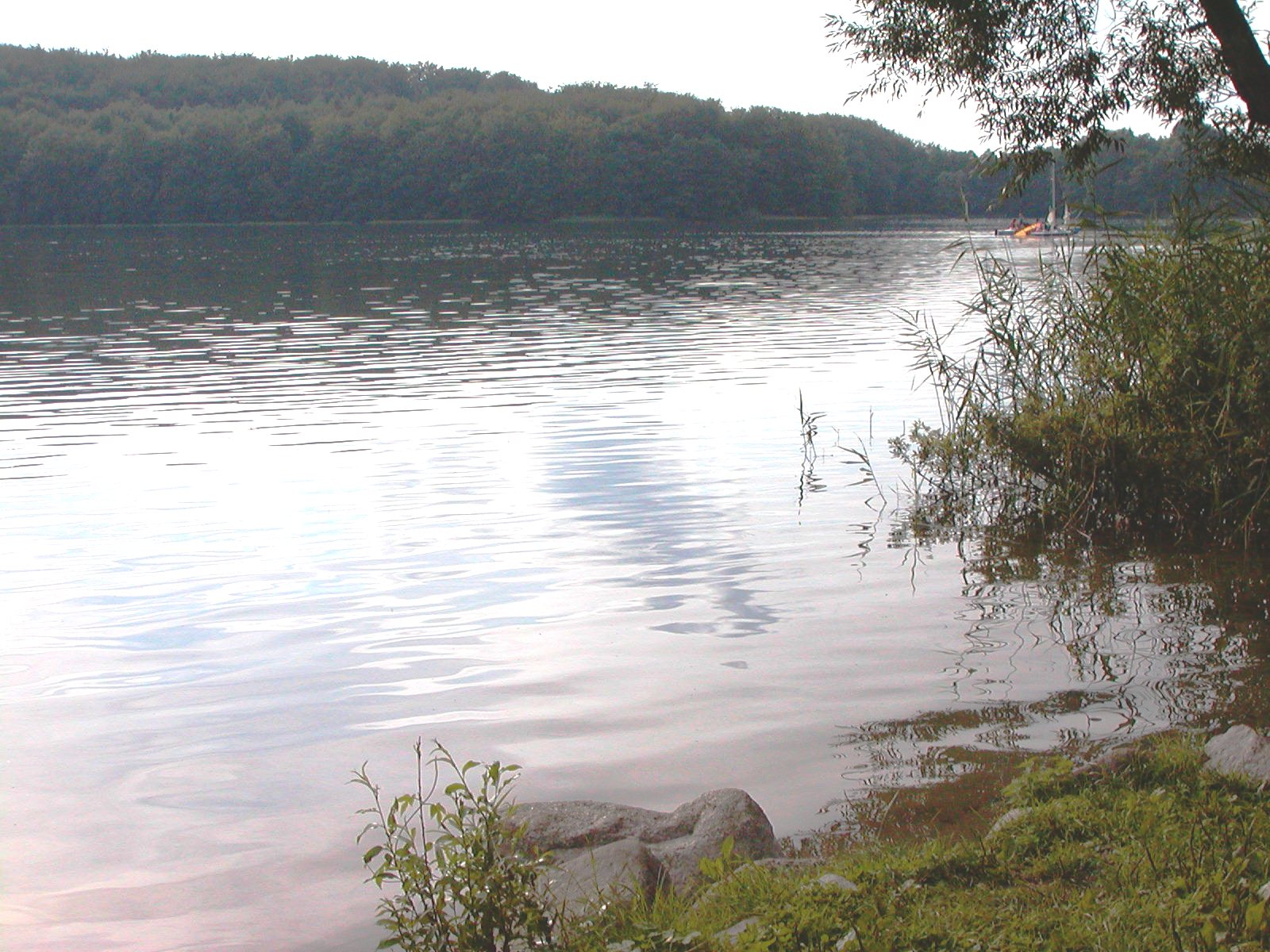
Jezioro Ostrzyckie, należące do zespołu Jezior Raduńskich

Kaszubski Park Krajobrazowy (kaszb. Kaszëbsczi Park Krajòbrazny) – park krajobrazowy położony na Kaszubach w województwie pomorskim. Park ten utworzono w 1983 r. dla ochrony typowego krajobrazu pojezierzy młodoglacjalnych centralnej części Pojezierza Kaszubskiego. Powierzchnia Parku wynosi 33 202 ha. Powierzchnia otuliny to 32 494 ha, otacza ona niemal cały Park.
Park położony jest na obszarze ośmiu gmin: Kartuzy, Chmielno, Stężyca, Sierakowice, Somonino (wszystkie w powiecie kartuskim) oraz Linia (powiat wejherowski), Kościerzyna i Nowa Karczma (powiat kościerski).

## Ukształtowanie powierzchni
Na terenie parku dominuje urozmaicona polodowcowa rzeźba terenu, która stanowi obraz procesów geomorfologicznych zachodzących w plejstocenie. Moreny czołowe tworzą ciągi wzgórz i pagórków układające się zgodnie z fazami cofania się lądolodu (np. Wzgórza Szymbarskie o średnich wysokościach powyżej 260 m n.p.m.). Teren parku jest pokryty układem rynien polodowcowych ułożonych na północny wschód, które w najgłębszych częściach wypełnione są jeziorami.
Na południe od Wzgórz Szymbarskich położona jest rozległa równina sandrowa zbudowana z piasków i żwirów naniesionych tu przez wody roztopowe lądolodu. Oprócz tego występują tu liczne zagłębienia terenu, których większość powstała po ustąpieniu lądolodu na skutek wytapiania się martwego lodu, często wypełniane jeziorami zwanymi wytopiskowymi, a niektóre zajęte przez torfowiska. 

## Gleby
Skałami macierzystymi są żwiry, piaski i gliny. Na terenach morenowych przeważają piaski gliniaste i gliny. Na terenie parku obecne są też gleby brunatne wyługowane i gleby pseudobielicowe. Na sandrach występują piaski luźne i słabogliniaste oraz gleby bielicowe i rdzawe. Ok. 10% powierzchni Parku zajmują gleby torfowe i mułowo-torfowe.

## Klimat
Klimat Parku charakteryzuje się dużą zmiennością stanów pogodowych. Średnia temperatura lipca wynosi 16 °C, a stycznia −3,5 °C. Na terenie Parku występuje duża liczba dni pochmurnych i mglistych oraz częste i obfite opady atmosferyczne (średnia ok. 660 mm rocznie). Lato trwa 76 dni, zima natomiast 105 dni. Pokrywa śnieżna utrzymuje się przez 90 dni. Okres wegetacji jest stosunkowo krótki i wynosi 200-210 dni.

## Wody powierzchniowe
Obszar położony jest w strefie wododziałowej oddzielającej dorzecze Łeby i Łupawy od dorzecza Raduni, Wierzycy i Wdy.
Główne cieki: Radunia i Łeba.
Rzeki charakteryzują się nierównym spadkiem, krętym i bystrym biegiem oraz licznymi przełomami. Płyną głęboko wciętymi dolinami poprzez liczne jeziora. Występują również liczne obszary bezodpływowe zajęte przez mokradła, często zatorfione i z oczkami wodnymi.
Park obfituje w jeziora. Znajdują się tutaj 34 jeziora o powierzchniach >10 ha (łącznie zajmują powierzchnię 3196 ha, tj. ok. 10% powierzchni Parku). Największym jeziorem w Parku jest Raduńskie Dolne (737,2 ha). Najgłębszym Raduńskie Górne (43 m). Oba jeziora są sztucznie rozdzielone groblą z przepustem, przez którą prowadzi droga.

### Szata roślinna
Na liście roślin prawnie chronionych, zagrożonych wyginięciem i rzadkich na obszarze, wyszczególniono 190 taksonów, spośród których 43 to gatunki objęte ochroną całkowitą. Przeważająca część roślinności torfowiskowej i szuwarowo-bagiennej oraz wodnej to zbiorowiska naturalne lub nieznacznie zmienione.
Obszary morenowe porastają lasy bukowe lub lasy z dominacją buka w drzewostanie. Na wielu obszarach leśnych Parku w miejsce dawnych lasów liściastych wprowadzone zostały bory sosnowe oraz świerki – gatunek obcy geograficznie w tym rejonie. 
Regionalny i lokalny klimat Pojezierza Kaszubskiego wpływa na występowanie specyficznej flory, wyróżniającej się udziałem gatunków górskich i podgórskich. Na dużych torfowiskach rozwinął się bór bagienny i brzezina bagienna.
Do najcenniejszych zespołów roślinności leśnej należą, zbiorowiska buczyny storczykowej i źródliskowe łęgi: podgórski jesionowy oraz jesionowo-olszowy. Dotychczas stwierdzono na obszarze Parku 111 zespołów i zbiorowisk roślinnych. Bywa tu wyka kaszubska.

### Świat zwierzęcy
Najlepiej zbadaną fauną Parku są ptaki. Dotychczas odnotowano 135 gatunków ptaków, w tym 77 gniazdujących. Jednym z najcenniejszych elementów awifauny Kaszubskiego Parku Krajobrazowego są tracze (szlachar i nurogęś) oraz sowa włochatka. Na torfowiskach i jeziorach dystroficznych gniazdują: cyraneczka, żuraw i samotnik, a na strugach – pliszka górska, zimorodek, zimuje tu także pluszcz.
Płazów stwierdzono w Parku 10 gatunków, a gadów 5 gatunków, w tym coraz rzadszą żmiję zygzakowatą.
Doliczyć się można 17 gatunków ryb rodzimych i 4 gatunków introdukowanych.
Ssaki Parku są również poznane niedostatecznie: przybliżony spis obejmuje 43 gatunki, w tym 10 gatunków nietoperzy. 
Rak szlachetny wyginął w KPK prawdopodobnie w latach 60. XX w., a głuszec ok. 1980 r.

## Formy ochrony
W Kaszubskim Parku Krajobrazowym znajdują się 42 zatwierdzone pomniki przyrody: 
- 32 pojedyncze drzewa i ich zgrupowania oraz
- 10 głazów narzutowych[4].

Rezerwaty przyrody istniejące na terenie Parku są obiektami chroniącymi szatę roślinną leśną i torfowiskową. Część wyróżniona jest ze względów krajobrazowych. Dotychczas zatwierdzono 12 rezerwatów. Są to obszary o powierzchniach od ok. 9 ha do 170 ha:
- Rezerwat przyrody Lubygość
- Jezioro Turzycowe
- Kurze Grzędy
- Leśne Oczko
- Ostrzycki Las
- Staniszewskie Błoto
- Staniszewskie Zdroje
- Szczelina Lechicka
- Szczyt Wieżyca
- Zamkowa Góra
- Żurawie Błota
- Żurawie Chrusty

Wyodrębniono też 8 zespołów przyrodniczo-krajobrazowych o łącznej powierzchni 13 054 ha (39,3% powierzchni Parku). Obejmują głównie rynny jeziorne oraz dolinę rzeki Łeby. Zostały ustanowione ze względu na unikalność lub harmonijność krajobrazu przyrodniczo-kulturowego. Są to: Rynna Potęgowska, Rynna Kamienicka, Dolina Łeby w KPK, Rynna Mirachowska, Rynna Raduńska, Obniżenie Chmieleńskie, Rynna Brodnicko-Kartuska, Rynna Dąbrowsko-Ostrzycka.
Około 40% powierzchni Parku obejmują obszary Natura 2000.